# John Hadley
John Hadley (16 april 1682 i Bloomsbury, London – 14 februari 1744, East Barnet, Hertfordshire) var en engelsk matematiker och uppfann oktanten, föregångaren till sextanten, omkring 1730.
John Hadley arbetade tillsammans med Edmund Halley på ämnet passadvindar. Han blev medlem av Royal Society i London 1717 (senare vice ordförande).
Oktanten används för att mäta den höjd som solen och andra himlakroppar har över horisonten till sjöss. En flyttbar arm med en spegel, som flyttas längs en graderad båge, visar en spegelbild av himlakroppen överlappandes horisonten, som observatören ser direkt. Om himlakroppens position på himmelen och tiden för observationen är kända, är det enkelt för användaren att beräkna sin egen latitud. Oktanten visade sig vara mycket användbar för navigation och ersatte äldre instrument.
En amerikan, Thomas Godfrey, uppfann oktanten oberoende av John Hadley vid ungefär samma tid.
Hadley förbättrade också reflektorteleskopet, han byggde det första Gregorianska teleskopet 1721.
Mons Hadley och Rima Hadley på månen har fått namn efter honom.
John Hadley var storebror till meteorologen George Hadley.